# Reformationsparlamentet (England)
Ej att förväxla med Reformationsparlamentet (Skottland)
Reformationsparlamentet i England satt mellan 3 november 1529 och 14 april 1536 och har fått sitt namn på grund av de reformer till förmån för reformationen i England som de utfärdade, som ledde till brytningen med Rom och utvecklandet av den engelska kyrkan. På önskan av Henrik VIII blev detta parlament det första som ägnade sig åt religiös lagstiftning, till stora delar formulerad under överinseende av familjen Boleyn och Thomas Cromwell. Det lade en grund för framtida monarker att lagstifta kring engelska kyrkan; stärkte parlamentets roll; och ansvarade för en kraftig överföring av egendom från kyrkan till kronan. 